# Hans Weilbächer
Hans Weilbächer, né le 23 octobre 1933 à Hattersheim am Main et mort le 1er août 2022, est un footballeur allemand. Il évoluait au poste de milieu.

## Biographie

### En club
Formé au SV Hattersheim, Hans Weilbächer devient joueur de l'Eintracht Francfort en 1952,,.
Il est sacré Champion d'Allemagne en 1959.
Lors de la campagne de Coupe des clubs champions en 1959-1960, Hans Weilbächer dispute sept matchs. Il marque un but contre le BSC Young Boys en huitième de finale. L'Eintracht Francfort s'incline contre le Real Madrid en finale 3-7.
Après une dernière saison 1964-1965, il raccroche les crampons,.

### En équipe nationale
International ouest-allemand, il reçoit une unique sélection en équipe d'Allemagne de l'Ouest pour aucun but marqué,.
Il joue le 28 mai 1955 en amical contre la république d'Irlande (victoire 2-1).

## Palmarès
Eintracht Francfort
- Championnat d'Allemagne (1) :
  - Champion : 1958-59.